# Абабурово (Владимирская область)
Абабурово — село в Юрьев-Польском районе Владимирской области России, входит в состав Небыловского сельского поселения.

## География
Село расположено в северо-западной части Владимирской области, в зоне хвойно-широколиственных лесов, на расстоянии примерно в 11 км на юго-восток от центра поселения села Небылое и в 36 км на юго-восток от райцентра города Юрьев-Польский. Абсолютная высота - 190 метров над уровнем моря.

## История
В старинных письменных документах Обобурово в первых раз упоминается в грамоте датированной 1559 годом - "Данная душеприказчиков Степана Захарова-Головина сына Обобурова – старца Вассиана Головина сына Обобурова и Алексея Григорьевича Минчакова игумену Иосифа-Волоколамского монастыря Пимену на с. Обобурово в Опольском стане Владимирского уезда."  Церковь села Обобурова в книгах патриаршего казённого приказа под 1628 годом записана как церковь Михаила архангела. В 1831 году на средства прихожан была построена каменная церковь с колокольней также в честь Архангела Михаила вместо ветхой деревянной церкви. Приход состоял из села и деревень: Лукино, Невежино, Бысловло и Княгинькино. В годы советской власти церковь была полностью разрушена.
В конце XIX — начале XX века село входило в состав Андреевской волости Владимирского уезда. 1857 год. Абабурово, село казённое: число дворов — 23; число душ по 8 ревизии: мужского пола — 72, женского пола — 82; число душ по 9 ревизии: мужского пола — 70, женского пола — 74; действительное население: мужского пола — 71, женского пола — 73; занимаются хлебопашеством. Церковь каменная во имя Святой Анны Пророчицы, священник с причтом. 2 ветряных мельницы. При нём: Лукино, деревня казённая; Невежино, деревня казённая. 1811 год (по 6-й ревизии) в селе Абабурово 18 дворов. 1816 год (по 7-й ревизии) в Абабурове 27 дворов. В 1859 году в селе числилось 29 дворов, в 1905 году — 38 дворов.
С 1929 года село являлось центром Абабуровского сельсовета Ставровского района, с 1935 по 1963 год в составе Небыловского района, с 1954 года — в составе Андреевского сельсовета, с 1959 года — в составе Небыловского сельсовета, с 1965 года — в составе Юрьев-Польского района. С 2005 года деревня в составе Небыловского сельского поселения.

## Население
| 1859 | 1905 | 1926 | 2002 | 2010 | 2021 |
| ---- | ---- | ---- | ---- | ---- | ---- |
| 186  | ↗233 | ↗241 | ↘0   | →0   | →0   |